# NGC 6199
NGC 6199 este o galaxie situată în constelația Hercule. A fost descoperită în 9 iulie 1864 de către . Se află la o distanță de 2.457,0025 de parseci de Pământ.